# О!Шипка
„О!Шипка“ е музикален клуб за жива авторска музика в центъра на София.
Името му идва от това, че е разположен на ул. „Шипка“ 11. Произлиза от възклицанието в епическото стихотворение „Опълченците на Шипка“ на Иван Вазов (известно и като „О, Шипка!“)
От клуба започват кариерата си някои български групи като „Остава“, „Балканджи“, „Awake“ и други. В него свирят много други известни български групи като „Уикеда“, „Черно Фередже“, „Шкода“, а и много чуждестранни.
Има слухове за затваряне на клуба.